# SEED (ガンダムシリーズ)
SEED（シード）は、アニメ『機動戦士ガンダムSEED』および『機動戦士ガンダムSEED DESTINY』『機動戦士ガンダムSEED FREEDOM』に登場する架空の概念・能力である。

## 概要
作品タイトルになっている言葉であるが、関連出版物で説明されたのみで劇中においては断片的な言及に留まり、明示的説明はされない。発現することで戦闘能力が強まるといった描写がされ、一部の登場人物が持つ能力として描かれる。
監督の福田己津央は雑誌インタビューで「戦闘時に種子がはじけて覚醒するシーン」について問われた時は「あれは火事場の馬鹿力のようなものです」と発言している。
別の書籍インタビューで「"SEEDを持つ者"という概念について具体的に」と問われた時は「作品内での意味合いや仕組みを話す事は言いたくない」と前置きしたうえで、「SEEDとは突然変異という解釈で良い、これは種の進化の過程にあるものでこれからどう発展するかわからない、ナチュラルやコーディネイターを問わず発現するが突然変異なので全ての人間にはない」と発言している。
設定を担当した森田繁は、「極限状況に追い込まれた時に発現する火事場の馬鹿力のようなものであり、ナチュラルやコーディネイターを問わずに人間が持つ力、若者の未来のイメージ」という旨を発言している。

## 設定
C.E.71年3月28日の時点で、かつて一度だけ学会誌に発表されて議論を呼んだ概念。その際、SEEDがSuperior Evolutionary Element Destined-factor=「優れた種への進化の要素であることを運命付けられた因子」の頭字語である。
ナチュラル・コーディネイターを問わず現れるものであり、発現した人間は人類が一つ上のステージに進むための可能性が高まるとされる。発現状態の人間は全方向に視界が広がり、周囲のすべての動きが指先で感じられるほど精密に把握できる。デュエルの装甲に微細な傷、ストライクのエンジン音、計器盤が示す全ての数値, 吐き出され、拡散するビーム粒子の軌跡までもが、すべて同時に知覚される。これによって運動神経と反射神経の向上、並びに高い把握能力を発揮し、戦闘や周囲の把握において力を発揮する。
それはコーディネーターのように人為的な遺伝子調整をせずに、人類が進化を遂げるための可能性と思われる。
マルキオ導師はこのSEEDの理論を発展させ、ナチュラルやコーディネイターは皆同胞であり、その中からやがて現れる、人と世界を融和する存在こそが「SEEDを持つ者」であると提唱し、精神の変革の必要性を説いた。
ファンの間では、通称「種割れ」と呼ばれている。
劇中での描写
劇中では戦闘中に危機に陥る、感情を爆発させるといったことを契機に発現する。発現状態にあっては高い戦闘能力が得られる分、表情は厳しいものに固定され、言葉も必要最小限のものおよび唸り声しか発さなくなる。SEEDに覚醒する瞬間は、頭上で植物の種子のようなものが砕け散るようなエフェクトが挿入され、瞳のハイライトが消失する。この種子は発現させる人物によって色に違いがあり、それぞれの瞳の色に対応している。劇中では、PHASE-11「目覚める刃」でキラ・ヤマトはSEEDを初めて覚醒させている。
キラ・ヤマトはフリーダムへの搭乗以降に、アスラン・ザラはジャスティスへの搭乗以降にそれぞれ任意のタイミングでSEEDを発現させることができるようになっており、発現状態であっても戦闘マシーンのように静かな状態とはならず、普段と同じような表情・会話を行えている。キラに至っては、『機動戦士ガンダムSEED DESTINY』になるとほとんどの戦闘において発現させている。次いでシン・アスカの発現回数が多く、残るアスラン、カガリ・ユラ・アスハ、ラクス・クラインを大きく離している。
マルキオ導師は、キラとラクスのことを「SEEDを持つ者であって、特別である」と仄めかす発言をしている。
『機動戦士ガンダムSEED DESTINY』スペシャルエディション2「それぞれの剣」で、ギルバート・デュランダルはシンがSEEDを持っていることを知っており、オーブ領海外縁での対地球連合軍戦において彼がSEEDに目覚めたことに気付いた。艦船6隻撃沈というシンの大きな戦果についても、SEEDのファクターを持つ者なら当たり前とし、キラを倒せるのはシンではないかと考えていた。

## SEEDを持つ者
- キラ・ヤマト
- アスラン・ザラ
- ラクス・クライン
- カガリ・ユラ・アスハ
- シン・アスカ